# Пасынково (Кирилловский район)
Пасынково — деревня в Кирилловском районе Вологодской области.
Входит в состав Талицкого сельского поселения, с точки зрения административно-территориального деления — в Колкачский сельсовет.
Расстояние до районного центра Кириллова по автодороге — 49,3 км, до центра муниципального образования Талиц по прямой — 10 км. Ближайшие населённые пункты — Федорково, Гора, Лыткино, Юркино.
По переписи 2002 года население — 54 человека (27 мужчин, 27 женщин). Преобладающая национальность — русские (98 %).